# Marton (Cheshire West and Chester)
Marton – przysiółek w Anglii, w hrabstwie Cheshire. W 1961 roku civil parish liczyła 785 mieszkańców.